# Pegar ou Largar
Pegar ou Largar é um concurso de origem holandesa produzido pela Endemol que transmitido em português pela SIC, apresentado por Rui Unas.

## Formato
O concurso tem um apresentador, um contestante e um numero de caixas seladas cada uma tendo um valor diferente desconhecido dos produtores do programa ou do concorrente.
O objectivo é o de o concorrente adivinhar qual será a caixa com o maior valor eliminando as outras caixas aceitando ou rejeitando as ofertas da "banca".
O concorrente vence o valor da caixa final ou, se aceitar uma oferta da banca, com o tal valor oferecido pela banca.
É um formato com bastante sucesso em países como a Inglaterra, Holanda, Austrália ou Filipinas.
No Brasil o programa chama-se Topa ou Não Topa.